# Letkov
Letkov település Csehországban, Plzeň városi járásban. Letkov Starý Plzenec, Plzeň, Kyšice és Tymákov településekkel határos. Lakosainak száma 877 fő (2024. január 1.).

## Népesség
A település lakosságának változását az alábbi diagram mutatja:
| Lakosok száma | 208  | 318  | 408  | 359  | 343  | 627  | 657  | 705  | 835  | 877  |
|               | 1869 | 1900 | 1921 | 1961 | 1980 | 2011 | 2016 | 2019 | 2021 | 2024 |